# 2018年冬季奧林匹克運動會跳台滑雪比賽
2018年冬季奥林匹克运动会跳台滑雪比赛於2018年2月8日至19日在韓國平昌郡阿爾卑西亞跳台滑雪場舉行。本屆賽事共設四個項目。

## 賽程
全部賽程如下表：
所有时间为韩国标准时（UTC+09:00）
| 日期    | 时间        | 项目                   |
| ------- | ----------- | ---------------------- |
| 2月8日  | 21:30-22:35 | 男子个人普通跳台资格赛 |
| 2月10日 | 21:35-23:20 | 男子个人普通跳台决赛   |
| 2月12日 | 21:50-23:25 | 女子个人普通跳台决赛   |
| 2月16日 | 21:30-22:35 | 男子个人高跳台资格赛   |
| 2月17日 | 21:30-22:45 | 男子个人高跳台决赛     |
| 2月19日 | 21:30-23:20 | 男子团体高跳台         |

## 獎牌榜
| 排名 | 国家／地区  | 金牌 | 银牌 | 铜牌 | 總數 |
| ---- | ----------- | ---- | ---- | ---- | ---- |
| 1    | 挪威（NOR） | 2    | 1    | 2    | 5    |
| 2    | 德国（GER） | 1    | 3    | 0    | 4    |
| 3    | 波兰（POL） | 1    | 0    | 1    | 2    |
| 4    | 日本（JPN） | 0    | 0    | 1    | 1    |
|      | 總計        | 4    | 4    | 4    | 12   |

## 奖牌得主
| 项目             | 金牌                                                                                      | 金牌   | 银牌                                                                          | 银牌   | 铜牌                                                                      | 铜牌   |
| 男子个人普通跳台 | 安德烈亚斯·韦林格 · 德国（GER）                                                           | 259.1  | 约翰·安德烈·福尔芳 · 挪威（NOR）                                              | 250.9  | 罗伯特·约翰松 · 挪威（NOR）                                               | 249.7  |
| 男子个人高跳台   | 卡米尔·斯托赫 · 波兰（POL）                                                               | 285.7  | 安德烈亚斯·韦林格 · 德国（GER）                                               | 282.3  | 罗伯特·约翰松 · 挪威（NOR）                                               | 275.3  |
| 男子团体高跳台   | 挪威（NOR） · 丹尼爾-安德烈·唐德 · 安德烈亞斯·斯捷寧 · 约翰·安德烈·福尔芳 · 罗伯特·约翰松 | 1098.5 | 德国（GER） · 卡尔·盖格尔 · 斯特凡·莱厄 · 里夏德·弗赖塔格 · 安德烈亚斯·韦林格 | 1075.7 | 波兰（POL） · 马切伊·科特 · 斯特凡·胡拉 · 達維德·庫巴茨基 · 卡米尔·斯托赫 | 1072.4 |
| 女子个人普通跳台 | 玛伦·伦比 · 挪威（NOR）                                                                   | 264.6  | 卡塔琳娜·阿尔特豪斯 · 德国（GER）                                             | 252.6  | 高梨沙羅 · 日本（JPN）                                                    | 243.8  |